# Азизова, Анабиби
Анабиби Азизова (1918—?) — звеньевая колхоза им. Сталина Ургенчского района Хорезмской области, Герой Социалистического Труда (1957).

## Биография
Трудовую деятельность начала в колхозе имени Сталина (позднее — колхоз «Победа») Ургенчского района. В послевоенные годы возглавляла хлопководческое звено. В 1955—1956 годах звено под её руководством собирало в среднем с каждого гектара по 50 — 54 центнеров хлопка-сырца с каждого гектара. Указом Президиума Верховного Совета СССР «О присвоении звания Героя Социалистического Труда колхозникам, колхозницам, работникам машинно-тракторных станций, совхозов, партийным и советским работникам Узбекской ССР» от 11 января 1957 года удостоена звания Героя Социалистического Труда за «выдающиеся успехи, достигнутые в деле развития советского хлопководства, широкое применение достижений науки и передового опыта в возделывании хлопчатника и получение высоких и устойчивых урожаев хлопка-сырца» с вручением ордена Ленина и золотой медали «Серп и Молот».
Неоднократно участвовала во Всесоюзной сельскохозяйственной выставке. Награждена двумя малыми золотыми медалями ВСХВ (12.02.1958 и 09.07.1958).
Дальнейшая судьба неизвестна.